# استر وورل
استر وورل (انگلیسی: Ester Workel؛ زادهٔ ۱۸ مارس ۱۹۷۵) قایقران روئینگ اهل پادشاهی هلند است.